# Lista raselor din Andromeda
Aceasta este o listă de rase din serialul Andromeda, listă prezentată în ordine alfabetică.

## A
- Avatare ale Găurilor Negre
- Avatare ale Stelelor
- Avatar of the Abyss (Avatarul Abisului)

## B
- Bokor. Parasiți microscopici conștienți.[1]

## C
- Chichin
- Calderani: Apar în sezonul 2, episodul 5 "Last Call at the Broken Hammer"

## H
- Hajira

- Heavy Gravity Worlders. Oameni modificați genetic pentru a rezista în condiții de gravitație uriașă, ca rezultat sunt mult mai puternici decât oamenii normali. Mama căpitanului Dylan Hunt aparține acestei specii.

## I
- Inari

## K
- Kalderani

## M
- Magog.[2][3]  Conducătorul lor, sau zeu, este Spiritul Abisului (Spirit of the Abyss);  Rev Bem spune că Divinul a creat Magogii"...Divinul are și coșmaruri, pentru că ne-a creat pe noi."

## N
- Nietzscheni. O specie de oameni modificați genetic care urmează învățăturile filosofice ale lui  Friedrich Nietzsche. Sunt organizați în diferite clanuri. Denumirea speciei în latină este Homo sapiens invictus, care are sensul de "om gânditor invincibil" în limba română.
- Nightsiders (Nocturni)

## O
- Oameni (Homo sapiens)

## P
- Paradini.  Au evoluat din  Vedrani, prima rasă de ființe simțitoare din galaxie.[4]

- Perseizi - o rasă extraterestră de oameni de știință și de birocrați

- Pyriani

## S
- Spiritul Abisului

## V
- Vedrani, prima rasă de ființe simțitoare din galaxie